# Тимчасовий супутник

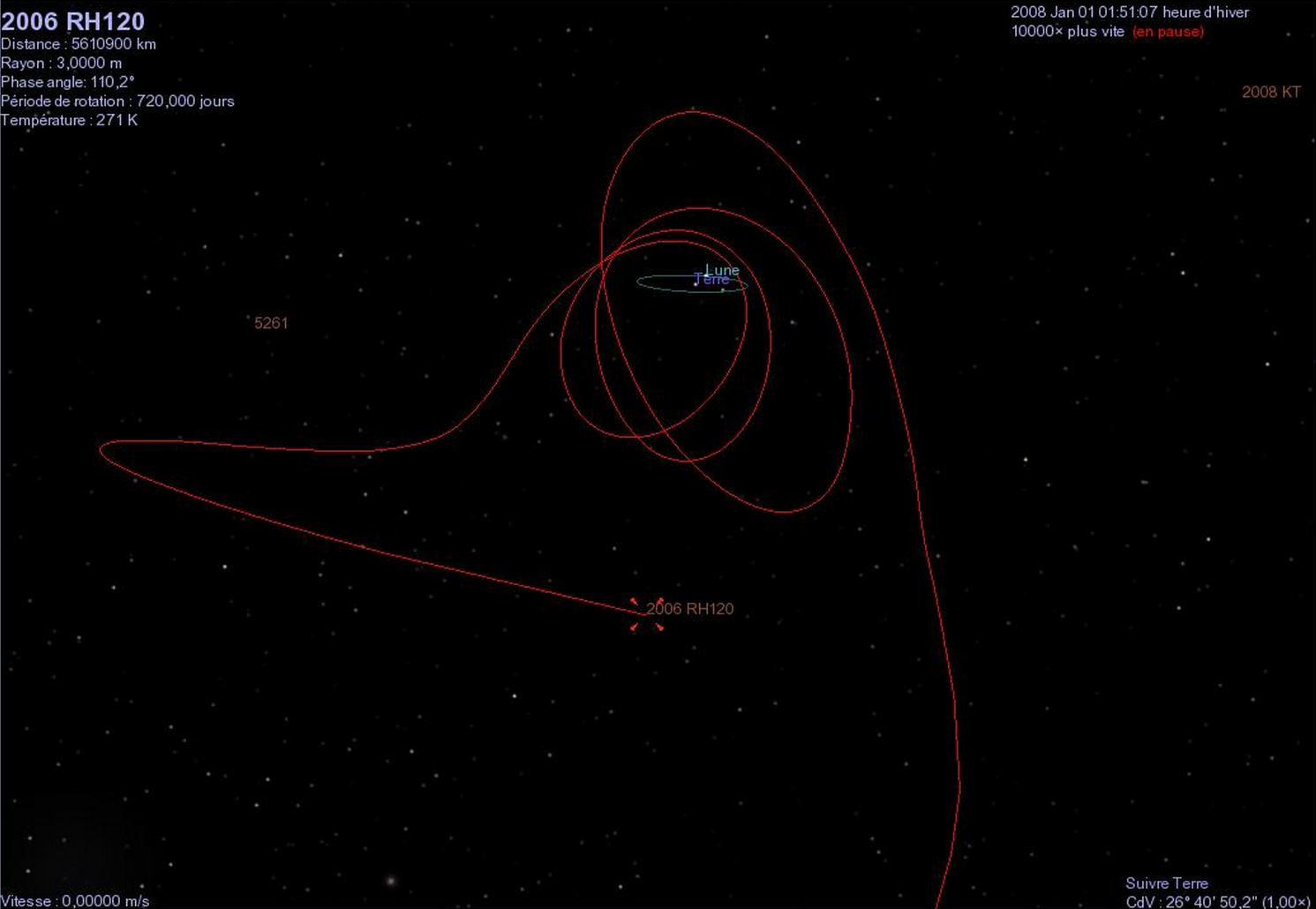
Діаграма орбіти для єдиного тимчасового супутника Землі 2006 RH120 захопленого протягом з липня 2006 по липень 2007.

Тимчасовий супутник — це об’єкт, який був захоплений гравітаційним полем планети і, таким чином, став природним супутником планети, але, на відміну від нерегулярних супутників більших зовнішніх планет Сонячної системи, з часом або покине свою орбіту навколо планети. або зіткнутися з планетою. Єдиними спостережуваними прикладами є 2006 RH120, тимчасовий супутник Землі протягом дванадцяти місяців з липня 2006 по липень 2007, і 2020 CD3, який був відкритий у 2020 році. Деякі недіючі космічні зонди або ракети також спостерігалися на тимчасових супутникових орбітах.
В астрофізиці тимчасовий супутник — це будь-яке тіло, яке входить у сферу Хілла планети на досить низькій швидкості, так що воно стає гравітаційним зв'язком з планетою протягом деякого періоду часу.